# Чарльз Грін
Чарльз Едвард Грін (англ. Charles Edward Greene; нар. 21 березня 1945 — 14 березня 2022) — американський легкоатлет, який спеціалізувався в бігу на короткі дистанції.

## Із життєпису
Олімпійський чемпіон в естафеті 4×100 метрів (1968).
Бронзовий олімпійський призер з бігу на 100 метрів (1968).
Ексрекордсмен світу з бігу на 100 ярдів та 100 метрів, а також в естафеті 4×100 метрів.
Чемпіон США з бігу на 100 ярдів (1966) та 100 метрів (1968).
Чемпіон США у приміщенні з бігу на 60 метрів (1969, 1970).
По завершенні спортивної кар'єри працював тренером та директором Спеціальної Олімпіади.
Пішов з життя, маючи 76 років.

## Основні міжнародні виступи
| Рік  | Змагання         | Місто   | Місце            | Дисципліна | Примітки         |
| ---- | ---------------- | ------- | ---------------- | ---------- | ---------------- |
| 1968 | Олімпійські ігри | Мехіко  | 3                | 100 м      | Відео на YouTube |
| 1968 | 1                | 4×100 м | Відео на YouTube |            |                  |

## Визнання
- Член Зали слави легкої атлетики США (1992)[3]